# Cabeza de leopardo (jeroglífico)
| F9 |

| F9 |

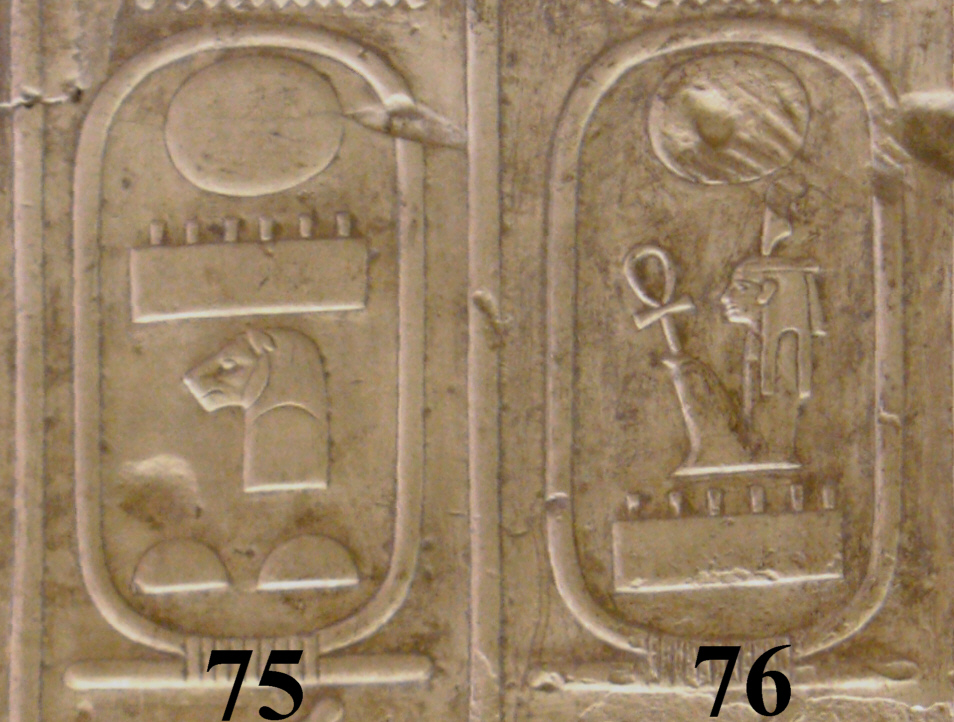
A la izquierda, ejemplo de uso del jeroglífico. Cartuchos de la Lista de los faraones egipcios.

El jeroglífico cabeza de leopardo de la antigua escritura egipcia de los jeroglíficos figura con el n° F9 en la Lista de signos de Gardiner. Conforma la subcategoría de "partes de mamíferos" dada, precisamente, su representación como cabeza del mismo.
Es un signo usado en el Antiguo Egipto como determinativo o abreviación para palabras relacionadas con  "fuerza"  o  "fortaleza" . El signo policonsonántico egipcio pehti (pḥty) se construye con dos cabezas de leopardo.

## Galería: Uso de la doblecabeza de leopardo

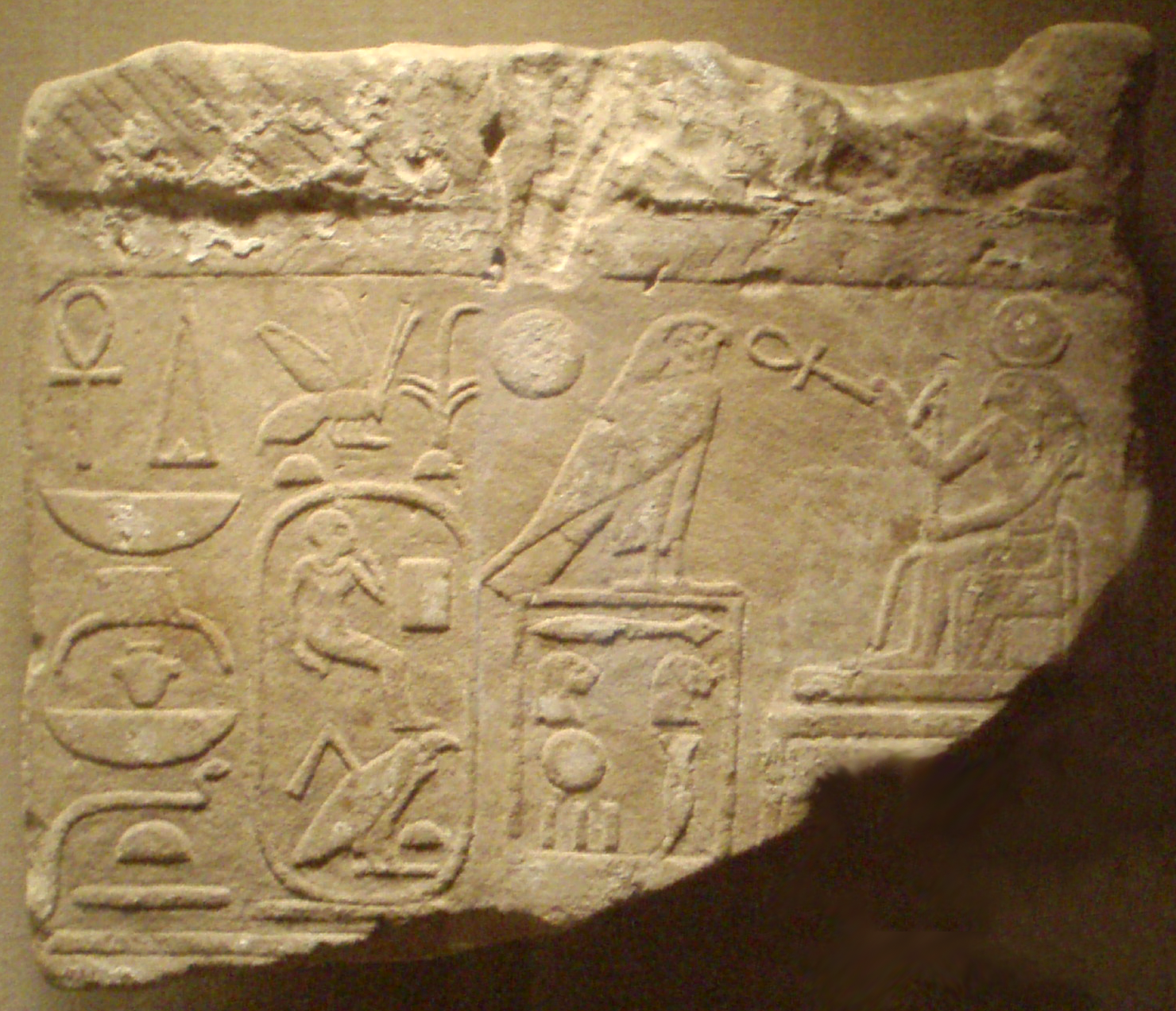
Relieve en el que se observa el uso del jeroglífico de la doble cabeza de leopardo en el nombre del trono de Psamutis, dinastía XXIX.
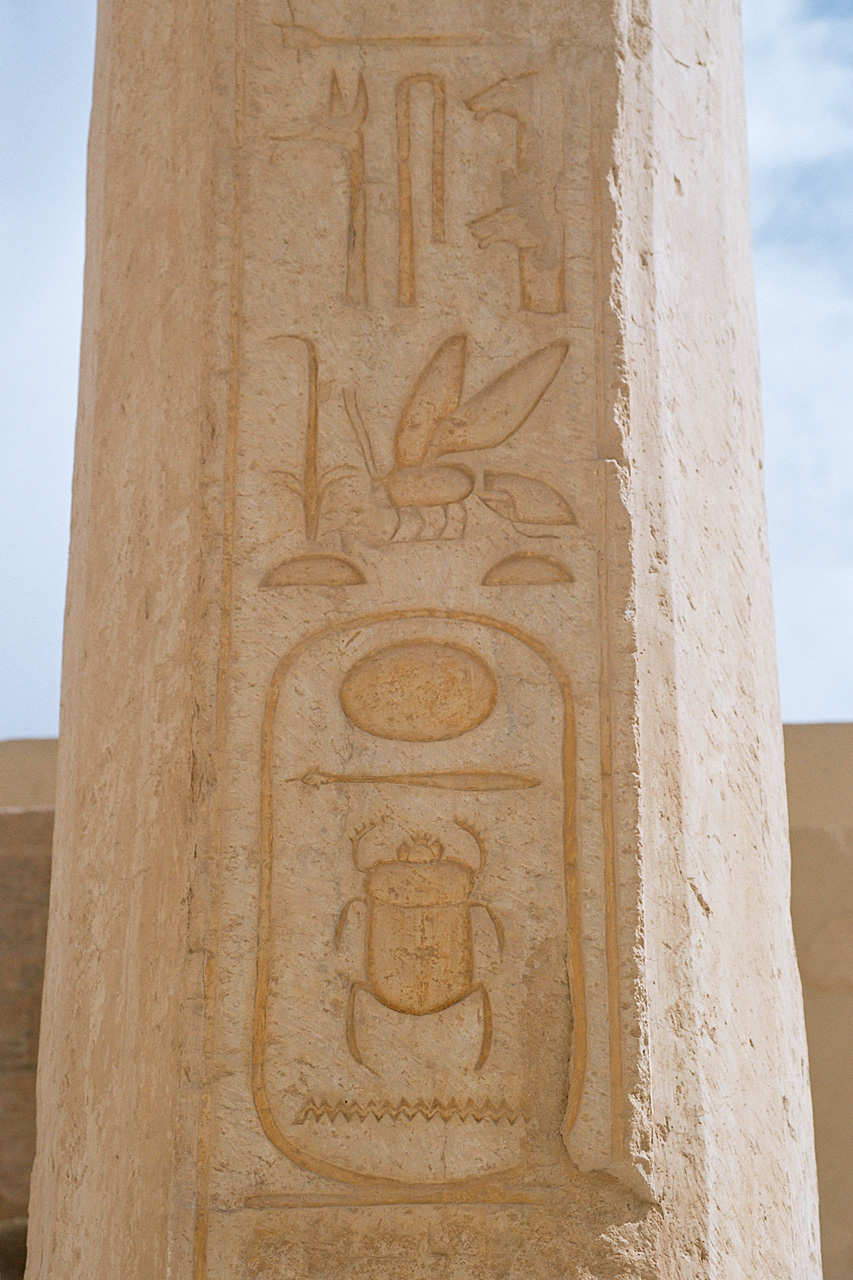
Bajorrelieve con una doble cabeza de leopardo usada en el nombre del trono de Tutmosis II (dinastía XVIII) en el Templo de Hatshepsut, en Deir el-Bahari.